# Torsvik station
Torsvik är en station på Lidingöbanan, belägen nedanför Herserudsklippan i kommundelen Herserud i Lidingö kommun. 

## Beskrivning
Hållplatsen togs ursprungligen i bruk år 1925 i samband med att den (numera) äldre Gamla Lidingöbron öppnades och trafiken förlängdes från den tidigare ändhållplatsen Herserud in till Humlegårdsgatan i Stockholms innerstad. Till Torsvik uppfördes också ett stationshus som var ritat av arkitekten Erik Karlstrand och liknande ett litet antikt tempel i klassicistisk stil. Det stod kvar till 1969. Något nytt stationshus finns inte vid Torsvik, enbart ett enkelt väderskydd.
Hållplatsen är belägen på en enkelspårig sträcka med mötesspår och har en mittplattform, plattformen är endast 225 cm bred vilket är en av Sveriges smalaste perronger. Namnet är Torsvik, men den skyltas som Torsvik (Millesgården) för att underlätta för turister att titta till närbelägna Millesgården. SL räknar med ca 200 påstigande under ett vardagsdygn vintertid, vilket gör Torsvik till den minst använda hållplatsen på Lidingöbanan.